# Каламбаев, Жаппас
Жаппас Каламбаев (1 января 1909, ныне Сузакский район Туркестанской области — 2 декабря 1970, Алма-Ата, Казахская ССР, СССР) — казахский композитор, кобызист, заслуженный деятель искусств Казахской ССР (1944), ученик Сугира Алиулы.

## Биография
Происходил из казахского племени жетыру (Младший жуз), рода тама, внутри тама — бузау.
В 1934 году участвовал в 1-м слёте Всеказахстанской художественной самодеятельности в Алма-Ате.
В 1934—1937 годах работал концертмейстером группы альт-кобызистов и солистом Казахского оркестра народных инструментов.
В 1968—1970 годах преподавал в Алма-Атинской государственной консерватории имени Курмангазы Среди учеников Каламбаева народные артисты Казахской ССР Г. Баязитова, Ф. Ж. Балгаева, кобызисты К. Кудабаева, А. Шангереева, искусствовед Б. Ш. Сарыбаев..
Скончался 2 декабря 1970 года, похоронен на Центральном кладбище Алма-Аты.

## Награды
- Орден Трудового Красного Знамени (3 января 1959) — за выдающиеся заслуги в развитии казахского искусства и литературы и в связи с декадой казахского искусства и литературы в гор. Москве
- Заслуженный деятель искусств Казахской ССР (1944)
- Медали[1]

## Творчество
Основное место в репертуаре Жаппаса Каламбаева заняли кюи Ыкылас Дукенов («Казан», «Вой волка», «Коныр», «Ерден», «Белый лебедь», «Камбар», «Кер толгау» и другие). Отличался виртуозным исполнением на кобызе музыкальных сочинений Курмангазы Сагирбаева, Таттимбета Казангапова, Даулеткерея Шигаева, песен Биржан-сала, Ахана сере, Укили Ибрая, Балуана Шолака, Естая Беркимбаева и других.
Является автором многих кюев и романсов («Широкая степь», «Күн толғауы», «Жуман кюй», «Казахский марш», «Марш труда», «Марш Амангельды» и другие).